# Gruppo TIM
TIM S.p.A. (tidigare Telecom Italia S.p.A.) är en italiensk telekommunikationskoncern.
Det är den största italienska leverantören av telekommunikationstjänster vad gäller intäkter och abonnenter. Det grundades 1994 genom en sammanslagning av flera statligt ägda telekommunikationsföretag, varav den mest framstående var SIP, den tidigare statliga monopoltelefonoperatören i Italien.
Bolagets aktie handlas i Borsa Italiana. Den italienska staten har utövat "Golden Power" på TIM sedan 2017, vilket gör att regeringen kan vidta ett antal åtgärder när det gäller landets strategiska intressen.
Under 2016 påbörjade företaget en rebrandingprocess som ledde till att varumärket Telecom Italia övergavs till förmån för det enhetliga varumärket TIM, som fram till dess endast hade använts för mobiltelefoni.
Företaget är även verksamt i Brasilien och San Marino.

## Logotyp historik

### Telecom Italia

1994–2003
2003–2016
2016-2019
2019-nutid

### TIM

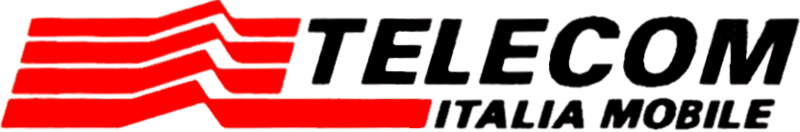
1990–1995
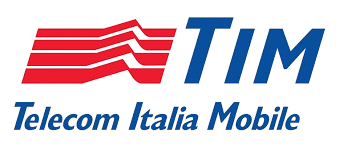
1995–1998
1999–2004
2004–2014
2014–2016
2016–nutid